# Николай Игнатиев
Николай Павлович Игнатиев (на руски: Николай Павлович Игнатьев) е руски офицер, генерал от пехотата, държавник и дипломат. Има важна роля в провеждането на руската политика в Азия и на Балканите при управлението на император Александър II. Той окуражава правителството си да обяви Руско-турската война (1877 – 1878), а след категоричната победа на Русия над Османската империя той води мирните преговори в Сан Стефано през 1878 година. Това силно засилва позициите на руското влияние на Балканите, макар че след намесата на Великобритания и Австро-Унгария договорът е преразгледан. Като министър на вътрешните работи (1881 – 1882) граф Игнатиев прокарва ултраконсервативни и панславистки политики.
Той е почетен член на Българското книжовно дружество, на Славянското благотворително дружество в България и е почетен гражданин на София и Варна.

## Биография

### Ранни години и военна служба
Николай Игнатиев е роден на 29 януари 1832 година в Санкт Петербург в семейството на потомствен дворянин, близък на императорския двор.
Младият Николай се ориентира към военно поприще. Той през 1849 година с отличие завършва Пажеския корпус и постъпва в Лейбгвардейския хусарски полк. През 1851 година завършва със сребърен медал Николаевската военна академия на Генералния щаб на Руската армия. След това служи в Балтийския корпус, където здравето му се влошава.

### Дипломат
След като не може да продължи военната си служба поради здравословното си състояние, от 1856 година е насочен към дипломатическа служба. Кариерата му започва в Лондон като военен аташе. На Парижкия конгрес на Великите сили след Кримската война (1853 – 1856) участва активно като военен експерт в преговорите за корекция на руската граница по река Дунав. За първото си дипломатическо поръчение е награден с орден „Свети Станислав“ II степен, а за дейността си в Лондон – с орден „Свети Владимир“ IV степен. През 1858 година е изпратен с малък ескорт на опасна мисия в Хива и Бухара.
Следващата му дипломатическа мисия е в Далечния Изток като посланик в двора на китайския император в Пекин. Активно се възползва от страховете на китайското правителство от успехите на англо-френската експедиция от 1860 година и изгарянето на Летния дворец. Подписва от името на Русия Пекинската конвенция. С нея Русия получава не само левия бряг на река Амур – първоначалната цел на неговата мисия, но също и земите между река Усури и Тихия океан. Тук по-късно е построено пристанището Владивосток. От 1861 до 1864 година е директор на Азиатския департамент във Външното министерство.

#### На Балканите

##### Възгледи за разрешаването на Източния въпрос
През 1864 година е назначен за извънреден посланик на Русия в Цариград. През 1865 година е повишен във военно звание генерал-лейтенант. Отново е назначен за извънреден и пълномощен посланик в Цариград от 1867 година. Тук негова основна задача е „разпадането на Османската империя и замяната ѝ с християнски, за предпочитане славянски народности“, както и привличането на тези народи под руско влияние. В своите „Записки“ граф Игнатиев пише: 
| „     | Живеейки в дружба със султана и разпореждайки се с министрите му, бихме могли да подготвим автономията на едноверците и задължените нам християни, да обезвредим Турция и придобивайки правото да се разпореждаме на Проливите, да оставим султаните в Цариград да доизживяват дните си, докато може да се мине без тях, като намерим такова решение на Източния въпрос, което да остави в наше безспорно владение Проливите и съответно – влиянието ни върху българите, гърците, сърбите и арменците. | “ |
| [ 5 ] | |   |

По отношение на съдбата на българите след предстоящата война графът се е отнасял като към васални поданици: 
| „     | За да бъде властта ни здрава и да не изисква постоянно извънредно напрежение от наша страна, е необходимо постоянно нравствено подчинение на съседните области и да превърнем българското и гръцкото население, от една страна, и арменското, от друга, в послушно оръдие на руската политика и в постоянни съюзници, като унищожим всякаква възможност за преминаването им във враждебен лагер. | “ |
| [ 6 ] | |   |

Николай Игнатиев получава сведения за работата на БРЦК в българските земи посредством руския консул в Пловдив Найден Геров. След разкритията около Арабаконашкия обир от есента на 1872 година и започналите арести на дейци на БРЦК Игнатиев изпраща инструкция до руския генерален консул в Букурещ И. Зиновиев да подпомогне Любен Каравелов да се укрие от властите.
Същевременно е наясно, че ако въстаналите народи попаднат под западно влияние, това ще се отрази на руските интереси на Балканите:
| „     | ...ако въстаналите срещу турците народи не бъдат под наше, а попаднат под западно влияние, тогава неизбежно нещата на Балканския полуостров така ще се променят, че ще бъдат несравнимо по-вредни за Русия. | “ |
| [ 8 ] | |   |

##### Ролята му за българската църковна независимост
Новоизбраният цариградски патриарх Григорий IV влиза в контакт с Николай Игнатиев и през май 1867 година му представя изработен от Фенер проект за българите в лоното ѝ. Вследствие му предоставя и втори поверителен проект, в който се дава полуавтономия на българската църква в северните български земи, признаваща върховенството на Патриаршията. Игнатиев го приема положително и съветва митрополит Филарет Московски да го съгласува с български представители, но в крайна сметка той е отхвърлен. Игнатиев възприема българското схващане за разрешаване на църковно-националния въпрос и упражнява натиск върху Високата порта, същевременно съветва българите как да действат, за да се стигне по-бързо до издаване на ферман за учредяване на Българската екзархия. По настояване на Портата и Игнатиев след това умереното течение в лицето на Гаврил Кръстевич, Иванчо Хаджипенчович и др. влизат в преговори с Патриаршията за взаимни отстъпки, за да се избегне схизма.
При началото на Цариградската конференция от края на 1876 година Николай Игнатиев се изявява като по-активен политик и изготвя проект за реформиране на българските земи в границите на Османската империя. Той е последван от редакция и контрапроект на английската делегация.

##### Отношение към българското революционно движение
Като ръководител на мисията в Цариград Николай Игнатиев живо се интересува от дейността на българската емиграция и след създаването на Тайния централен български комитет в Букурещ подкрепя руския консул в Пловдив Найден Геров да разубеди дейците му да повдигнат скорошно въстание. В същото време Русия подготвя свой проект за реформи в Османската империя, като пак през Найден Геров емиграцията е осведомена за това. Въпреки това засилването на четническите действия в българските земи през пролетта на 1867 година довеждат до това, че Николай Игнатиев подкрепя и спомага за въоръжаването на чета в Цариград, която тръгва от Буюкдере край столицата към Бакаджик, но не успява да разгърне успешни военни действия.

С телеграма от 1/13 септември 1875 година Николай Игнатиев нарежда категорично на руския генерален консул в Букурещ: 
| „ | Изяснете на българите безумието и вредата от опитите, обречени на неуспех... Обстоятелствата сега са неблагоприятни. Нека запазят средства и кръв за друга минута. Действувайте незабавно за предпазване от нещастието. | “ |

 Въпреки това през септември същата година избухва Старозагорското въстание, което скоро бива потушено. Намесата на Великите сили и Русия принуждава Високата порта да смекчи репресиите.

##### Участието му в Руско-турската война (1877 – 1878)
След провала на Цариградската конференция Николай Игнатиев се завръща в Русия. Заедно с военният министър Д. А. Милютин се застъпва мобилизираната през есента на 1876 година руска армия да не се разпуска. От 18 февруари до 20 март 1877 година, с цел да обезпечи неутралитет на европейските държави в предстоящата Руско-турска война, посещава Берлин, Париж, Виена и Лондон, където успява да постигне съгласие за подписване на Лондонския протокол.
Граф Игнатиев е представян в руската преса като „Руският княз на българите“. Печели славата си заради подкрепата за създаването на Българската патриаршия и позицията му в острия българо-гръцки спор по този повод. Инициатор е на сключването на несъгласуван с руското външно министерство Санстефански предварителен мирен договор между Русия и Османската империя на 19 февруари/3 март 1878 година. Клаузите в договора целят създаването на „Голяма България“, която Великобритрания и Австро-Унгария съзират като под руска доминация. „Брилянтните, но безрасъдни“ инициативи на Игнатиев се оказват сериозна дипломатическа грешка за Русия.

Договорът е бил неизпълним предвид сключеното още през 1876 година секретно Райхщадско споразумение между Русия и Австро-Унгария и това лишава Игнатиев от възможността да стане първият български княз. Въпреки това е предложен от Стефан Стамболов за български княз по време на заседанията в Първото Велико народно събрание с думите: 
| „ | Генерал Игнатиев е взел живо участие в нашата черковна борба, която той направлявал, вдъхновявал и защитавал; той не бил чужд на нашите революционни движения; помня аз какво ми той говори, когато го посетих в Цариград в 1875 г. Той ме насърчи да водим борбата и пророчески ми каза, че скоро ще дойде денят на нашето освобождение. Той в Цариградската европейска конференция защити силно българското национално дело. Царският ферман за Екзархията с границите на екзархата е негово дело; привилегированите полуавтономни области в техните граници, с които се очерта целокупното българско отечество, е пак негово дело. Санстефанска България, господа, е пак негово дело. Той искрено обичаше българския народ и желаеше нелицемерно неговото величие и съединение. И има ли по-добър от него кандидат за българския престол? Независимо от всичко това, граф Игнатиев е мъдър и вещ дипломат, опитен администратор и държавен мъж и той ще бъде наш ментор, наш съветник, защото ние всички, всички още сме много млади, неопитни в политиката... | “ |

Повишен е във военно звание генерал от пехотата на 16 април 1878 година, а месец по-късно е уволнен от дипломатическа служба.
След като Русия подписва Берлинския договор, руското външно министерство е подложено на критики и обвинява Николай Игнатиев, че е превишил правомощията си при сключването на предварителния Санстефанския договор, като по този начин е влошил дипломатическата позиция на страната. След продължителен отпуск, част от който прекарва в Ница, през лятото на 1879 година му е възложена организацията на Нижегородския панаир.

### Министър (1881 – 1882)
След идването на власт на император Александър III през 1881 г. граф Игнатиев е за кратко (25 март – 4 май) министър на държавното имущество, след което е назначен за министър на вътрешните работи с очакването, че ще провежда консервативна и националистическа политика. През време на непродължителния му престой в министерството на вътрешните работи (до 30 май 1882 г.), в Русия рязко се изостря еврейският въпрос и се провежда вълна от еврейски погроми в южните части на страната. Още преди назначението му за министър, проявява антисемитизъм. На 12 март 1881 г. той пише:
| „      | ...в Петербург съществува могъща полско-жидовска (от руската дума жид – обидно прозвище за евреите, б.р.) група, в ръцете на която се намират банки, адвокатурата, значителна част от пресата и др. обществени работи... Всеки честен глас от руския живот бива заглушаван от полско-жидовските викове, твърдящи, че руските искания следва да бъдат отхвърлени като остарели и необразовани. | “ |
| [ 20 ] | |   |

След началото на погромите на 15 април 1881 г., които обхващат седем губернии и достигат невиждани преди това размери, Игнатиев решава да прехвърли вината за случващото се на самите жертви на насилието – руските евреи. Независимо от това, че мнозинството от тях живеят в нищета, едва свързващи двата края, те са обвинени в експлоатация на руското население, а погромите биват провъзгласени за естествен отговор срещу тази експлоатация.
На 3 май 1882 г. по инициатива на граф Игнатиев биват публикувани Майските правила, с които се налагат огромни ограничения на правата на евреите и по същество стават повратен пункт в политиката по отношение на евреите след реформите на цар Александър II. Тези репресивни мерки са отменени едва след Февруарската революция от 1917 г.
На 30 май 1882 г. граф Николай Игнатиев е уволнен и до края на живота си не заема официални длъжности.

### Последни години и личен живот
Оттегля се от политическа дейност, като е подозиран в безчестие или изнудване, или пък в това, че цар Александър III се е страхувал от него, да не въведе конституционно управление чрез възстановяване на Земския събор. Наричан е „Лорд Лъжец“ от свои политически опоненти, а според британския журналист и историк Саймън Сибег Монтефиоре, Игнатиев е имал Синдром на Мюнхаузен. При среща на Игнатиев с лорд Солсбъри, държавен секретар на Индия, последният си спомня, че „той [Игнатиев] имаше репутацията, в силно оспорвана област, на най-завършения лъжец в Босфора.“
След освобождението на България прави няколко посещения в страната и участва в редица тържества.
Умира на 20 юни 1908 година в имението си Круподеринци.
Граф Николай Игнатиев е женен за Екатерина Леонидовна Галицина (1842 – 1917), дъщеря на принц Леонид Михайлович Галицин и Анна Метвейевна Толстая, с която имат осем деца. Първородният му син Павел умира на 1 година през 1865 година. След него се ражда Павел Игнатиев (1870 – 1945), който е последният министър на образованието при цар Николай II, след което емигрира в Канада. Там неговият син и внук на граф Игнатиев Джордж Игнатиев става канадски дипломат, а неговият внук е Майкъл Игнатиев, лидер на Либералната партия на Канада до май 2011 година.
Негов син е и Леонид Игнатиев (1865 – 1943), белогвардейски генерал. По-малък негов син е Николай Николаевич Игнатиев (1872 – 1962), командир на Преображенския лейбгвардейски полк, който се заселва в България след Октомврийската революция и живее в София до смъртта си. Алексей Игнатиев (1874 – 1948) е последният управител на Киев по царско време, а Владимир Игнатиев (1879 – 1905) загива през Руско-японската война. Граф Николай Игнатиев има и две дъщери – Мария (1866 – 1953) и Екатерина (1868 – 1914).

## Военни звания
- Корнет (26.05.1849)
- Поручик (06.12.1849)
- Щабс-ротмистър (20.11.1851)
- Щабс-капитан (20.11.1852)
- Капитан (20.11.1854)
- Флигел-адютант (1855)
- Полковник (26.08.1856)
- Генерал-майор (04.10.1860)
- Генерал-адютант (1860)
- Генерал-лейтенант (30.08.1865)
- Генерал от пехотата (16.04.1878)[26]

## Отличия
| Руски: - Орден на „Св. Владимир“, 4-та степен (1857) - Орден на „Св. Анна“, 2-ра степен с имперска корона (1858) - Орден на „Св. Владимир“, 3-та степен (1860) - Орден на „Свети Станислав“, 1-ва степен (1860) - Орден на „Св. Владимир“, 2-ра степен (1861) - Орден на „Св. Анна“, 1-ва степен с имперска корона (1863) - Отден на „Белия орел“ (1868) - Орден на „Св. Александър Невски“ (1871) - Диаментен знак на ордена на „Св. Александър Невски“ (1876) - Орден на „Св. Владимир“, 1-ва степен (1883) - Орден на „Св. апостол Андрей Първозванни“ (1896) | Чуждестранни: - Френски орден на „Почетния легион“, 2 ст. (1861) - Османски орден „Меджидие“, 1 ст. (1861) - Шведски орден на „Меча“ (1861) - Португалски орден на „Кулата и меча“, командирски кръст (1861) - Черногорски орден „Данило I“, 1 ст. (1862) - Персийски орден на „Лъва и слънцето“, 1 ст. (1862) - Италиански орден „Св. Маврикий и Лазар“, 1 ст. (1863) - Гръцки „Орден на Спасителя“, командорски кръст (1864) - Тунизийски орден „На славата“, 1 ст. (1865) - Гръцки „Орден на Спасителя“, голям кръст (1865) - Османски орден „Османие“, 1 ст. (1871) - Вюртембергски орден „Вюртембергска корона“, 1 ст. (1872) - Портрет на Негово величество персийския шах Насрадин с диаманти (1873) - Диамантен знак на османския орден Османие, 1 ст. (1874) - Нидерландски орден „Нидерландски лъв“, 1 ст. (1874) - Румънски орден „Звезда на Румъния“ (1877) - Сръбски орден „Таковски кръст“, 1 ст. (1877) - Румънски кръст „За десанта през Дунав“ (1878) - Бухарски орден „Благородна Бухара“ с диаманти (1893) - Баварски орден „За военни заслуги“, 1 ст. (1895) |

## Памет
По време на Руско-турската война (1877 – 1878) пребивава в Действащата руска армия. Личните си впечатления записва в писма до съпругата си Екатерина Леонидовна Голицина – „Походные письма 1877 года.“, М. РОССПЭН, 1999.
В България в негова чест са наименувани град Игнатиево в област Варна и село Граф Игнатиево в област Пловдив, булевардите „Граф Игнатиев“ в София и Ямбол, улиците „Граф Игнатиев“ в Хасково, Панагюрище, Поморие и Шумен, както и 6-о основно училище в София.
- Паметна плоча в „Докторската градина“, София
- Паметна плоча във Варна
- Паметна плоча в Граф Игнатиево
- 6 ОУ „Граф Игнатиев“ в София

## Конспиративна теория
Книгата на Янко Гочев „Убийството на Васил Левски. Виновниците“ (София, Анико, 2016) развива тезата, че Николай Игнатиев е пряко отговорен за обесването на Васил Левски. Тя придобива широка популярност сред българското общество и е доразвита от общественици и журналисти като Илиян Василев, Георги Коритаров и Иво Инджев, Румен Леонидов и други. Историци, като специалистите по периода на българското възраждане Пламен Митев и Кети Мирчева, определят това съсловие като „медийни историци“, а Мирчева пише: 
| „ | Трудът на Янко Гочев е класически продукт на конспиративната теория, изграден върху предпоставени тези, изложени ясно и последователно в произведението. Авторът не познава добре епохата, която се опитва да интерпретира, трудно поставя в контекст извори, но е създал логичен разказ в рамките на собствените си предубеждения. Като разчита на основателните антируски нагласи в българското общество в контекста на хибридната война, водена от Русия, разпростирайки се на 834 страници, той, без нито едно конкретно доказателство, успява да внуши на читателя, че осъждането и екзекутирането на Апостола са дело на руския посланик в османската столица, който желае да унищожи единствения според Гочев представител на революционното движение, който е за самостоятелни български действия. | “ |